# Poprawka Platta

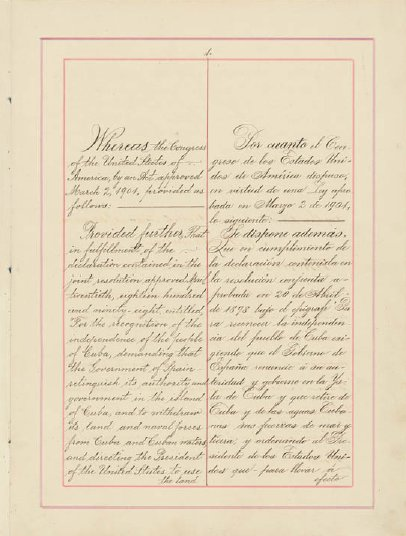
Pierwsza strona „Poprawki Platta”

Poprawka Platta (ang. Platt Amendment) – poprawka do ustawy o wydatkach wojskowych z 2 marca 1901 roku. Nazwana została od zgłaszającego ją senatora Orville’a H. Platta. Regulowała stosunki amerykańsko-kubańskie w myśl założeń sekretarza wojny Elihu Roota.
W myśl tej poprawki Stany Zjednoczone mogły okupować Kubę do czasu utworzenia tam konstytucyjnego rządu, który uchwali konstytucję, regulującą przyszłe stosunki między obydwoma państwami.